# لیسا جرارد
لیسا جرارد (به انگلیسی: Lisa Germaine Gerrard) (زادهٔ ۱۲ آوریل ۱۹۶۱ ملبورن) خواننده و موسیقیدان استرالیایی است. شهرت وی به خاطر داشتن صدای کنترالتو است.
او به همراه هانس زیمر برنده جایزه گلدن گلوب به خاطر موسیقی فیلم گلادیاتور شد. او بسیاری از آوازهای خود از جمله آواز فیلم گلادیاتور، "اکنون ما آزاد هستیم"، را به زبانی که خود در سنّ ۱۲ سالگی ساخته است می‌خواند. کلمات این زبان به گفته او هیچ معنایی ندارند و به ادعای او روشی برای سخن گفتن او با خداوند می‌باشند.